# Warenausgang
Der Warenausgang ist entweder in der Materialwirtschaft die Funktion der Veräußerung von Waren oder in der Finanzbuchhaltung die Verbuchung auf dem Warenausgangskonto. Gegensatz ist der Wareneingang.
Der Warenausgang stellt die Schnittstelle zwischen innerbetrieblicher und außerbetrieblicher Materialwirtschaft dar. Mit dem Warenausgang stellt ein Unternehmen (Hersteller, Händler, Wiederverkäufer) die Versorgung seiner Kunden mit Roh-, Hilfs- und Betriebsstoffen sowie Halbfabrikaten (zwecks Weiterverarbeitung in der Produktionswirtschaft) oder Fertigerzeugnissen (im Handel) sicher. Zu den wesentlichen Aufgaben des Warenausgangs gehört die Bereitstellung der Artikel aus dem Lager, die Identitäts- und Qualitätskontrolle, das Erstellen der Warenbegleitpapiere und Packzettel, Packliste, Kommissionierung, Verpacken, Verladung (Produktionswirtschaft) oder der Verkauf durch Übergabe über die Ladentheke (Handel). Innerhalb der betrieblichen Funktionen gehört der Warenausgang zum Vertrieb. Der Warenausgang trägt zur Verringerung des Lagerrisikos und der Kapitalbindung bei.

## Verbuchung
Die Verordnung vom 29. Juni 1936 über die Verbuchung des Warenausgangs („Warenausgangsverordnung“) verpflichtete Hersteller und Großhändler als Wiederverkäufer steuerlich zur Führung eines Warenausgangskontos. Ihren Inhalt übernahm § 144 AO. Danach hat der Unternehmer über die als Warenausgang verbuchten Waren dem Erwerber einen Beleg (Rechnung, Quittung, Kassenzettel oder Lieferschein) zu erteilen (§ 144 Abs. 4 AO); zu verbuchen ist spätestens bei Lieferung.
Das Warenausgangskonto ist ein passives Bestandskonto, auf dem der Warenausgang als Abgang auf der Habenseite verbucht wird. Eine Verbuchung des Warenausgangs auf dem Warenausgangskonto darf bereits erfolgen, wenn das wirtschaftliche Eigentum an der Ware beim Käufer liegt, also wenn die Ware mit Eigentumsvorbehalt (einfacher, verlängerter oder erweiterter Eigentumsvorbehalt) geliefert wurde. Macht der Verkäufer seinen Eigentumsvorbehalt wegen Nichtbezahlung geltend, besitzt er einen Herausgabeanspruch und muss die Ware wieder in das Warenausgangskonto einbuchen. 
Im Rahmen des Logistikcontrollings werden die Warenausgangsbuchungen auch dazu verwendet, Durchlaufzeiten zu messen und zu steuern.

## Rechtsfragen
Der Warenausgang ist im Versandhandel der eigentliche Gefahrübergang, von dem an der Käufer das Risiko des zufälligen Untergangs der Waren trägt. Im Präsenzhandel über die Ladentheke erfolgt der Gefahrübergang bei Übergabe an den Käufer (§ 446 BGB). Beim Versendungskauf findet der Gefahrübergang statt, wenn die Sache abgeschickt wurde (§ 447 Abs. 1 BGB), also z. B. mit der Übergabe an den Spediteur. Dies gilt gemäß § 474 Abs. 2 BGB jedoch nicht beim Verbrauchsgüterkauf: Bestellt ein Verbraucher bei einem Unternehmer eine Ware, so geht die Gefahr erst über, wenn der Verbraucher die Ware erhalten hat. Abweichende Vereinbarungen (z. B. „unversicherter Versand nur auf Gefahr des Käufers“) sind nach § 475 Abs. 1 BGB unwirksam. Nach § 474 Abs. 2 BGB findet auch § 447 BGB Abs. 1 BGB beim Verbrauchsgüterkauf Anwendung, wenn der Käufer den Spediteur, den Frachtführer oder das sonst zur Ausführung der Versendung bestimmte Transportunternehmen mit der Ausführung der Versendung beauftragt hat und der Unternehmer dem Käufer dieses nicht zuvor benannt hat.